# Miyagawa Chōshun
Miyagawa Chōshun (宮川 長春?; Miyagawa, 1683 – Edo, 1753) è stato un pittore giapponese, rappresentante del genere ukiyo-e.

## Biografia

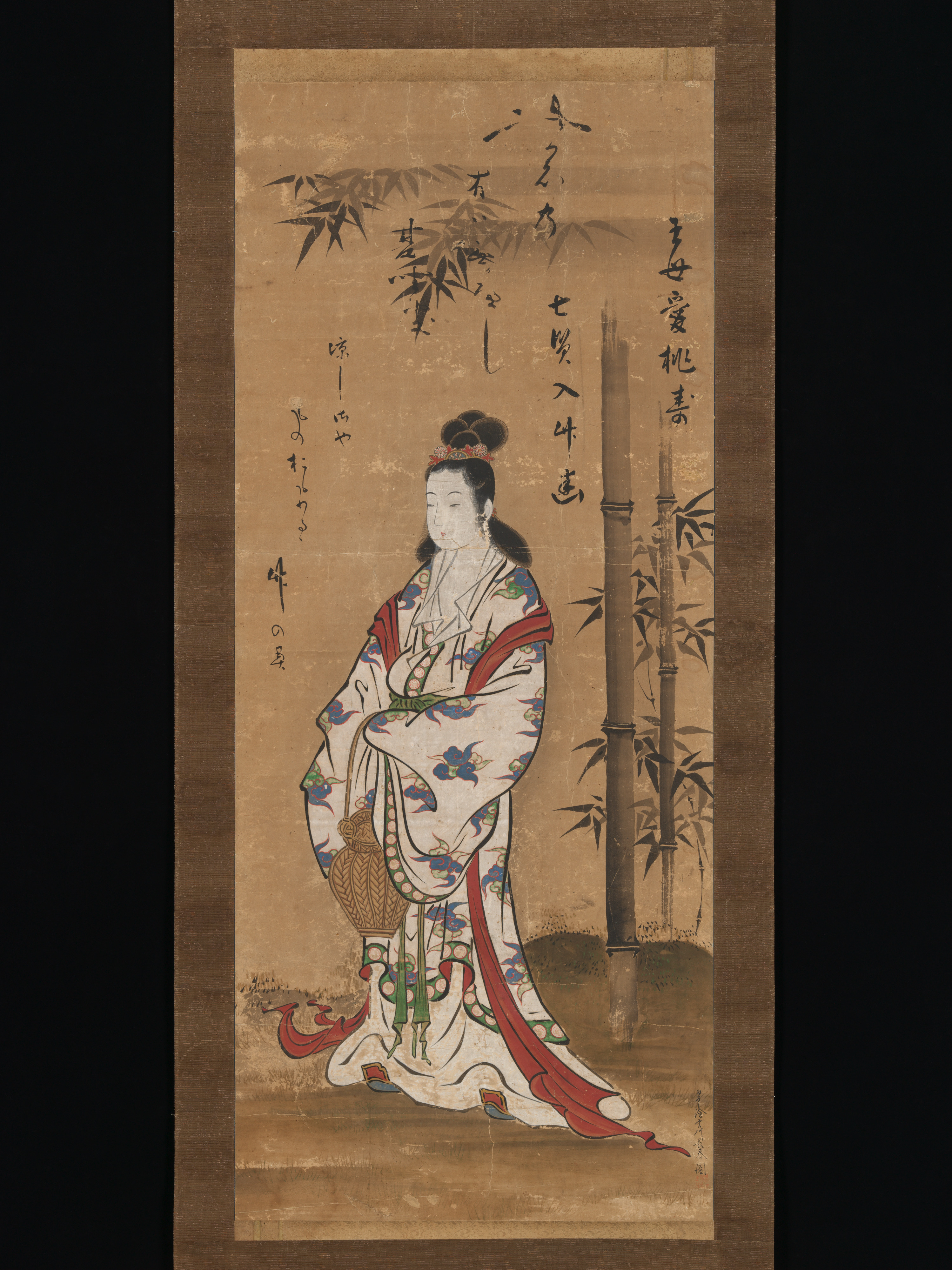
Un bijin-ga di Miyagawa

Si attesta come luogo di nascita la località di Miyagawa, nella provincia di Owari, ove ora sorge Nagoya e da cui deriverebbe il soprannome; altre fonti affermano che sia nato ad Anpachi nella provincia di Mino. Il nome della sua famiglia era Kiheiji oppure secondo altre fonti Chōzaemon.
Giunto ad Edo, studiò presso la scuola Tosa, ma risentì maggiormente dell'influenza di Kaigetsudō Ando e della sua scuola oltre che di Hishikawa Moronobu. Fu esclusivamente pittore ed i suoi soggetti, oltre che le belle donne, che rispetto a quelle di Kaigetsudō erano meno statuarie e più umane, furono le scene di genere.
Fu considerato fra pittore più importanti ed influenti pittori dell'era Kyōhō (1716-1736). Già anziano e benché non formatosi nelle accademie ufficiali, 
nel 1752 fu chiamato a collaborare, insieme al figlio ed ad altri artisti, nel restauro del Santuario di Nikko da un tale Shunga, un pittore ufficiale della Scuola Kanō. A seguito del mancato pagamento delle prestazioni effettuate, Chōshun fu coinvolto in una rissa con colui che lo aveva ingaggiato, rimanendo ferito alla testa. Il figlio maggiore di Chōshun decise di vendicare l'offesa al padre, uccidendo l'insolvente e tre suoi allievi; dopo il misfatto l'assassino si suicidò o secondo altre fonti condannato a morte.
Chōshun venne esiliato da Edo insieme al suo pupillo Miyagawa Isshō a Nii-jima, isola al largo della penisola di Izu e, poté tornare in città solo dopo due anni poiché venne graziato, morendovi poco dopo settantenne.
Suoi allievi principali furono Miyagawa Chōki e Miyagawa Shunsui.